# Філіпп, принц Греції та Данії
Філіпп, князь грецький та данський (народився 26 квітня 1986 р. Лондон, Велика Британія) — князь Грецький та Данський, молодший син грецького короля Костянтина II та його дружини Анни-Марії Данської.
У принца Філіппа є дві старших сестри — принцеса Алексія (нар. 1965 р.) і принцеса Феодора (нар. 1983 р.), а також два старших брати — наслідний принц Павло (нар. 1967 р.) і принц Ніколаос (нар. 1969 р.)

## Біографія
Народився 26 квітня 1986 року в госпіталі святої Марії в лондонському районі Паддінгтон. 10 липня 1986 року хрещений у православ'ї в соборі святої Софії в Лондоні. Хрещеними стали: герцог Філіп Единбурзький, король іспанії Хуан Карлос I, принцеса Діана Уельська і герцогиня Єлена де Луго.
З 1992 по 2002 рік навчався в Грецькому коледжі, заснованому в 1980 році його батьками, після чого навчався в United World College в штаті Нью-Мексико в США.
З 2004 по 2008 рік навчався в Edmund A. Walsh School of Foreign Service в  Джорджтаунському університеті..
Проживає в Манхеттені. Є членом правління благодійного Фонду Анни-Марії.